# 吉備津彦神社

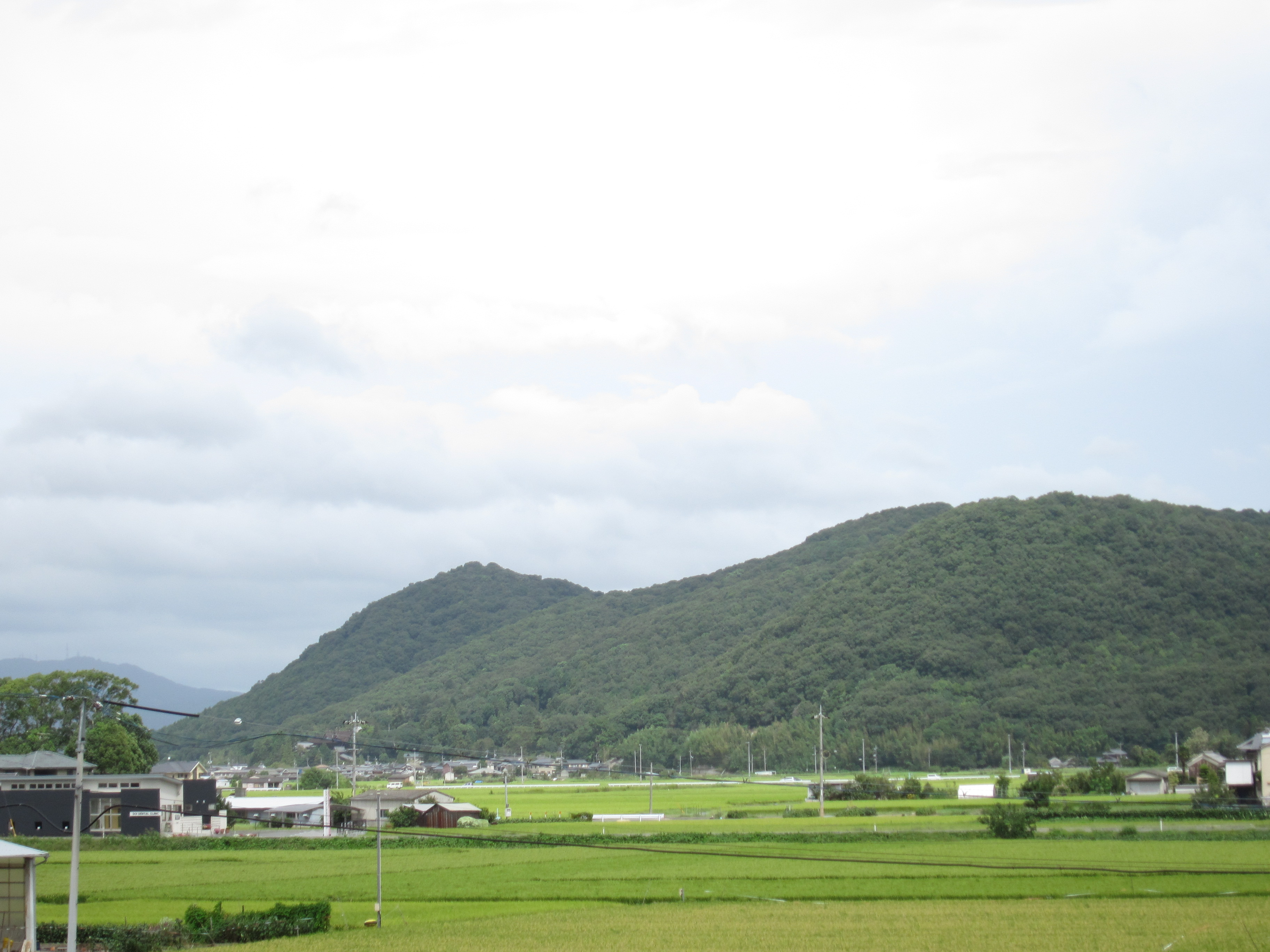
神体山とする吉備の中山西方向より。左が竜王山、右が茶臼山。

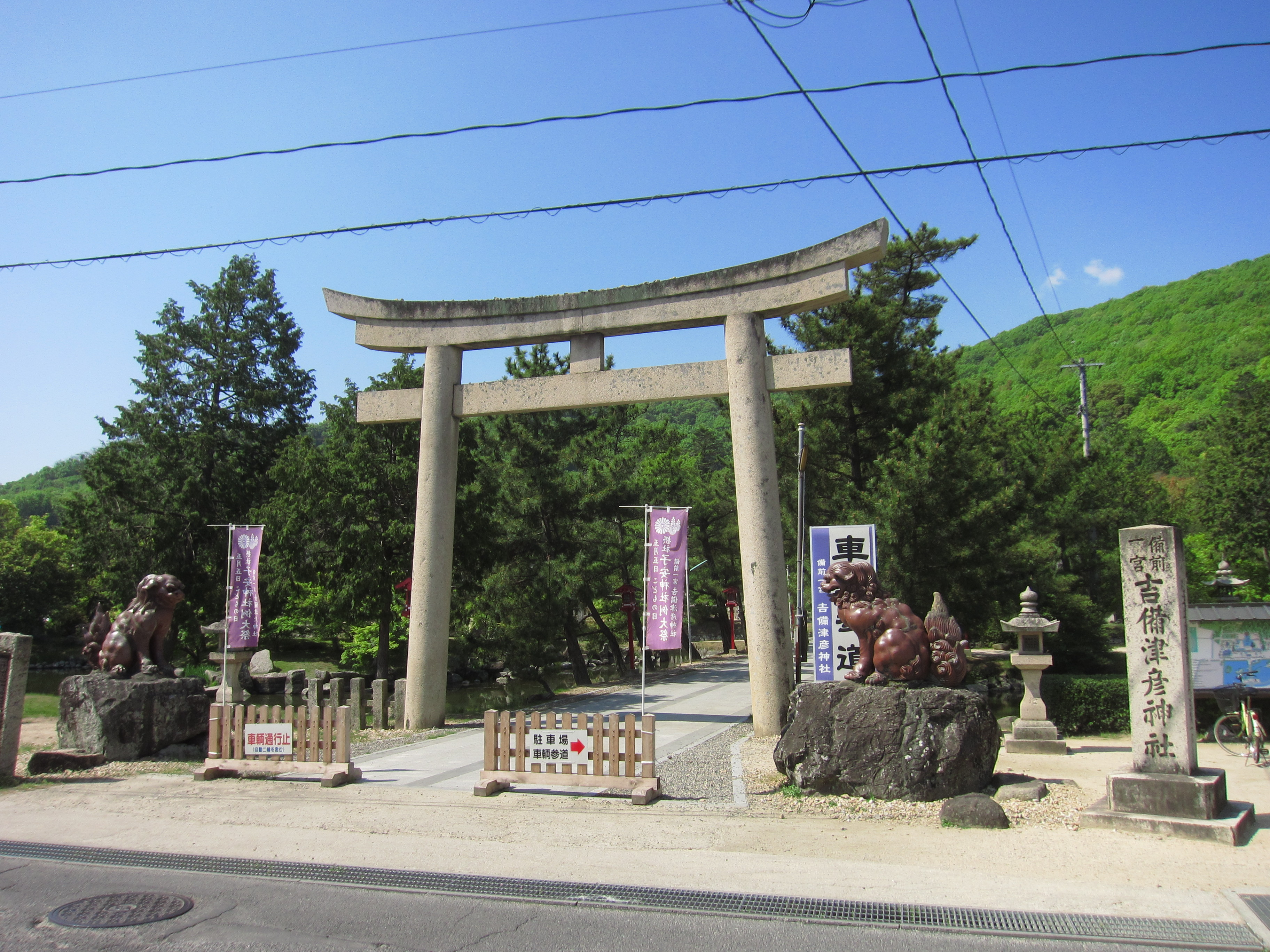
鳥居

吉備津彦神社（きびつひこじんじゃ）は、岡山県岡山市北区一宮にある神社。備前国一宮。旧社格は国幣小社で、現在は神社本庁の別表神社。
近年、別称を「朝日の宮（あさひのみや）」と称す。

## 概要
岡山市西部、備前国と備中国の境に立つ吉備の中山（標高175m）の北東麓に東面して鎮座する。吉備の中山は古来より神体山として信仰されており、北西麓には備中国一宮・吉備津神社が鎮座する。当社と吉備津神社とも、当地を治めたとされる大吉備津彦命を主祭神に祀り、命の関係一族を配祀する。
大化の改新を経て吉備国が備前・備中・備後に分割されたのち、備前国一宮として崇敬された。中世以後は、宇喜多氏、小早川秀秋、池田氏など歴代領主の崇敬を受けた。
なお敷地内に岡山県道700号岡山総社自転車道線（吉備路自転車道）の指定路が含まれているため、同県道が南北の両鳥居を潜り随身門の前を通過する形で本社敷地内を横断している。

## 祭神
祭神は次の12柱。
主祭神
- 大吉備津彦命（おおきびつひこのみこと）
第7代孝霊天皇の皇子。大吉備津日子命とも記し、別名を比古伊佐勢理比古命とも。崇神天皇10年、四道将軍の一人として山陽道に派遣され、若日子建吉備津彦命と協力して吉備を平定した。その子孫が吉備の国造となり、古代豪族・吉備臣へと発展したとされる。

相殿神
- 吉備津彦命（若日子建吉備津彦命、稚武彦命） - 大吉備津彦命の弟または子。なお、一般には「吉備津彦命」といえば主祭神の大吉備津彦命の方を指す。
- 孝霊天皇 - 第7代天皇。大吉備津彦命の父。
- 孝元天皇 - 第8代天皇。大吉備津彦命の兄弟。
- 開化天皇 - 第9代天皇。孝元天皇の子。
- 崇神天皇 - 第10代天皇。開化天皇の子。
- 彦刺肩別命（ひこさしかたわけのみこと） - 大吉備津彦命の兄。
- 天足彦国押人命（あまたらしひこくにおしひとのみこと） - 第5代孝昭天皇の子。
- 大倭迹々日百襲比売命（おおやまとととひももそひめのみこと） - 大吉備津彦命の姉。
- 大倭迹々日稚屋比売命（おおやまとととひわかやひめのみこと） - 大吉備津彦命の妹。
- 金山彦大神
- 大山咋大神

祭神の関係略図
社伝に従うもので、古事記・日本書紀等の系図とは表記が若干異なる。
|  |  | 7 孝霊天皇 | 7 孝霊天皇 | 7 孝霊天皇 | 7 孝霊天皇 | 7 孝霊天皇 | 7 孝霊天皇 |  |  | 8 孝元天皇              | 8 孝元天皇              | 8 孝元天皇              | 8 孝元天皇              | 8 孝元天皇              | 8 孝元天皇              |  |  | 9 開化天皇   | 9 開化天皇   | 9 開化天皇   | 9 開化天皇   | 9 開化天皇   | 9 開化天皇   |  |  | 10 崇神天皇 | 10 崇神天皇 | 10 崇神天皇 | 10 崇神天皇 | 10 崇神天皇 | 10 崇神天皇 |  |  |
|  |  | 7 孝霊天皇 | 7 孝霊天皇 | 7 孝霊天皇 | 7 孝霊天皇 | 7 孝霊天皇 | 7 孝霊天皇 |  |  | 8 孝元天皇              | 8 孝元天皇              | 8 孝元天皇              | 8 孝元天皇              | 8 孝元天皇              | 8 孝元天皇              |  |  | 9 開化天皇   | 9 開化天皇   | 9 開化天皇   | 9 開化天皇   | 9 開化天皇   | 9 開化天皇   |  |  | 10 崇神天皇 | 10 崇神天皇 | 10 崇神天皇 | 10 崇神天皇 | 10 崇神天皇 | 10 崇神天皇 |  |  |
|  |  |            |            |            |            |            |            |  |  | 大倭迹々日百襲比売命    |                         |                         |                         |                         |                         |  |  |              |              |              |              |              |              |  |  |             |             |             |             |             |             |  |  |
|  |  |            |            |            |            |            |            |  |  |                         |                         |                         |                         |                         |                         |  |  |              |              |              |              |              |              |  |  |             |             |             |             |             |             |  |  |
|  |  |            |            |            |            |            |            |  |  | 彦刺肩別命              |                         |                         |                         |                         |                         |  |  |              |              |              |              |              |              |  |  |             |             |             |             |             |             |  |  |
|  |  |            |            |            |            |            |            |  |  |                         |                         |                         |                         |                         |                         |  |  |              |              |              |              |              |              |  |  |             |             |             |             |             |             |  |  |
|  |  |            |            |            |            |            |            |  |  | 大吉備津彦命            | 大吉備津彦命            | 大吉備津彦命            | 大吉備津彦命            | 大吉備津彦命            | 大吉備津彦命            |  |  | → ［吉備氏］ | → ［吉備氏］ | → ［吉備氏］ | → ［吉備氏］ | → ［吉備氏］ | → ［吉備氏］ |  |  |             |             |             |             |             |             |  |  |
|  |  |            |            |            |            |            |            |  |  | 大吉備津彦命            | 大吉備津彦命            | 大吉備津彦命            | 大吉備津彦命            | 大吉備津彦命            | 大吉備津彦命            |  |  | → ［吉備氏］ | → ［吉備氏］ | → ［吉備氏］ | → ［吉備氏］ | → ［吉備氏］ | → ［吉備氏］ |  |  |             |             |             |             |             |             |  |  |
|  |  |            |            |            |            |            |            |  |  | 吉備津彦命 （稚武彦命） | 吉備津彦命 （稚武彦命） | 吉備津彦命 （稚武彦命） | 吉備津彦命 （稚武彦命） | 吉備津彦命 （稚武彦命） | 吉備津彦命 （稚武彦命） |  |  | → ［吉備氏］ | → ［吉備氏］ | → ［吉備氏］ | → ［吉備氏］ | → ［吉備氏］ | → ［吉備氏］ |  |  |             |             |             |             |             |             |  |  |
|  |  |            |            |            |            |            |            |  |  | 吉備津彦命 （稚武彦命） | 吉備津彦命 （稚武彦命） | 吉備津彦命 （稚武彦命） | 吉備津彦命 （稚武彦命） | 吉備津彦命 （稚武彦命） | 吉備津彦命 （稚武彦命） |  |  | → ［吉備氏］ | → ［吉備氏］ | → ［吉備氏］ | → ［吉備氏］ | → ［吉備氏］ | → ［吉備氏］ |  |  |             |             |             |             |             |             |  |  |
|  |  |            |            |            |            |            |            |  |  | 大倭迹々日稚屋比売命    |                         |                         |                         |                         |                         |  |  |              |              |              |              |              |              |  |  |             |             |             |             |             |             |  |  |
|  |  |            |            |            |            |            |            |  |  |                         |                         |                         |                         |                         |                         |  |  |              |              |              |              |              |              |  |  |             |             |             |             |             |             |  |  |

## 歴史
社伝では推古天皇の時代に創建されたとするが、初見の記事は平安後期である。神体山と仰がれる吉備の中山の裾の、大吉備津彦命の住居跡に社殿が創建されたのが起源と考えられている。
延喜5年（905年）から延長5年（927年）にかけて編纂された『延喜式神名帳』には、備前国の名神大社として安仁神社が記載されているが吉備津彦神社の記載はない。しかしながら、一宮制が確立し名神大社制が消えると、備前国一宮は吉備津彦神社となったとされている。これは天慶2年（939年）における天慶の乱（藤原純友の乱）の際、安仁神社が純友に味方したことに起因する。一方で吉備津彦神社の本宮にあたる吉備津神社が、朝廷による藤原純友の乱平定の祈願の御神意著しかったとして940年に一品の神階を授かった。それに伴い安仁神社は一宮としての地位を失い、備前の吉備津彦神社にその地位を譲ることとなったとされる。
戦国時代には、日蓮宗を信奉する金川城主・松田元成による焼き討ちに遭い社殿を焼失した。松田氏滅亡後、宇喜多直家が崇敬し、高松城水攻めの際には羽柴秀吉も武運を祈願したと伝えられている。
江戸時代になると姫路藩主で岡山城主の池田利隆が本社を造営した。利隆は光政の誕生を期に子安神社を造築した。その後、岡山藩主池田忠雄により本社・拝殿が造営された。池田綱政が社領300石を寄進したほか本殿を造営し、本殿・渡殿・釣殿・祭文殿・拝殿と連なった社殿が完成した（元禄10年（1697年）に完成）。
明治5年（1872年）、近代社格制度において県社に列し、1928年（昭和3年）国幣小社に昇格した。
1930年（昭和5年）12月、失火により本殿と随神門以外の社殿・回廊を焼失した。現在見られる社殿は1936年（昭和11年）に完成したものである。

## 境内

### 本社

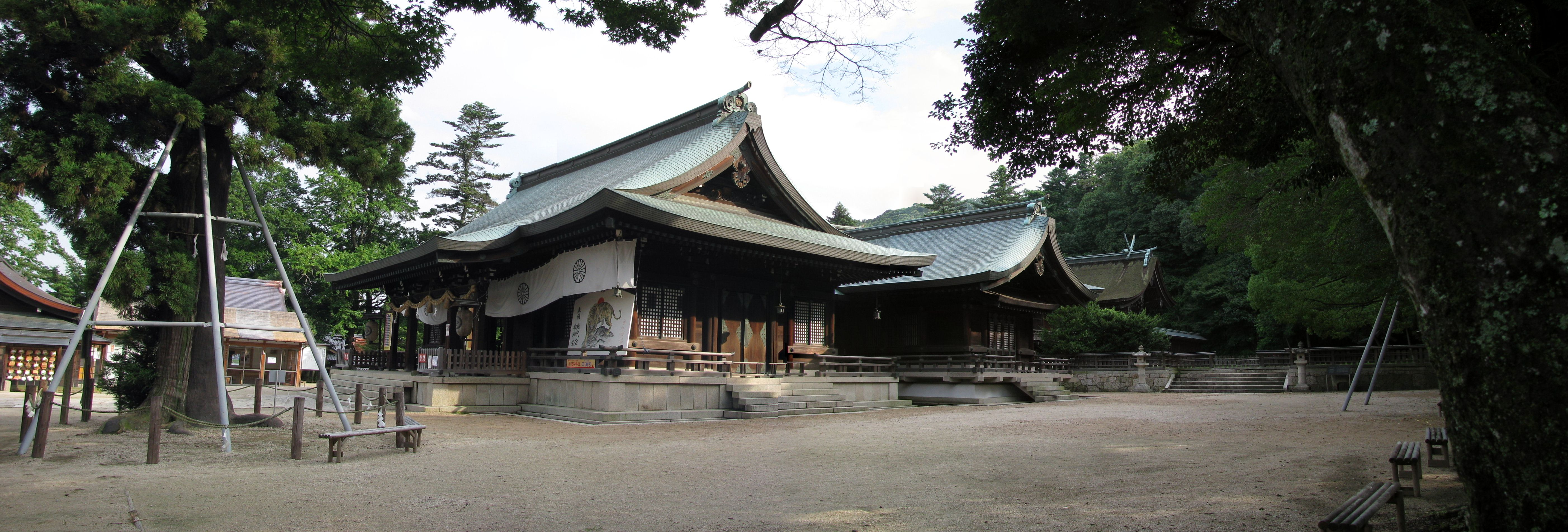
境内

社殿は、夏至の日に正面鳥居から日が差し込んで祭文殿の鏡に当たる造りになっている。吉備津彦神社の「朝日の宮」の別称はこれに因むという。
- 主要社殿
  - 本殿 - 元禄10年（1697年）に岡山藩主の池田綱政による再建時のもの。桁行三間、梁間二間の流造で檜皮葺。岡山県指定文化財に指定されている[3]。
  - 渡殿 - 岡山県指定文化財。
  - 祭文殿 - 岡山県指定文化財。
  - 拝殿 - 岡山県指定文化財。
- 石造大燈籠
- 随身門
- 平安杉
- 神池 - 靏島（鶴島）・亀島・五色島が浮かぶ。

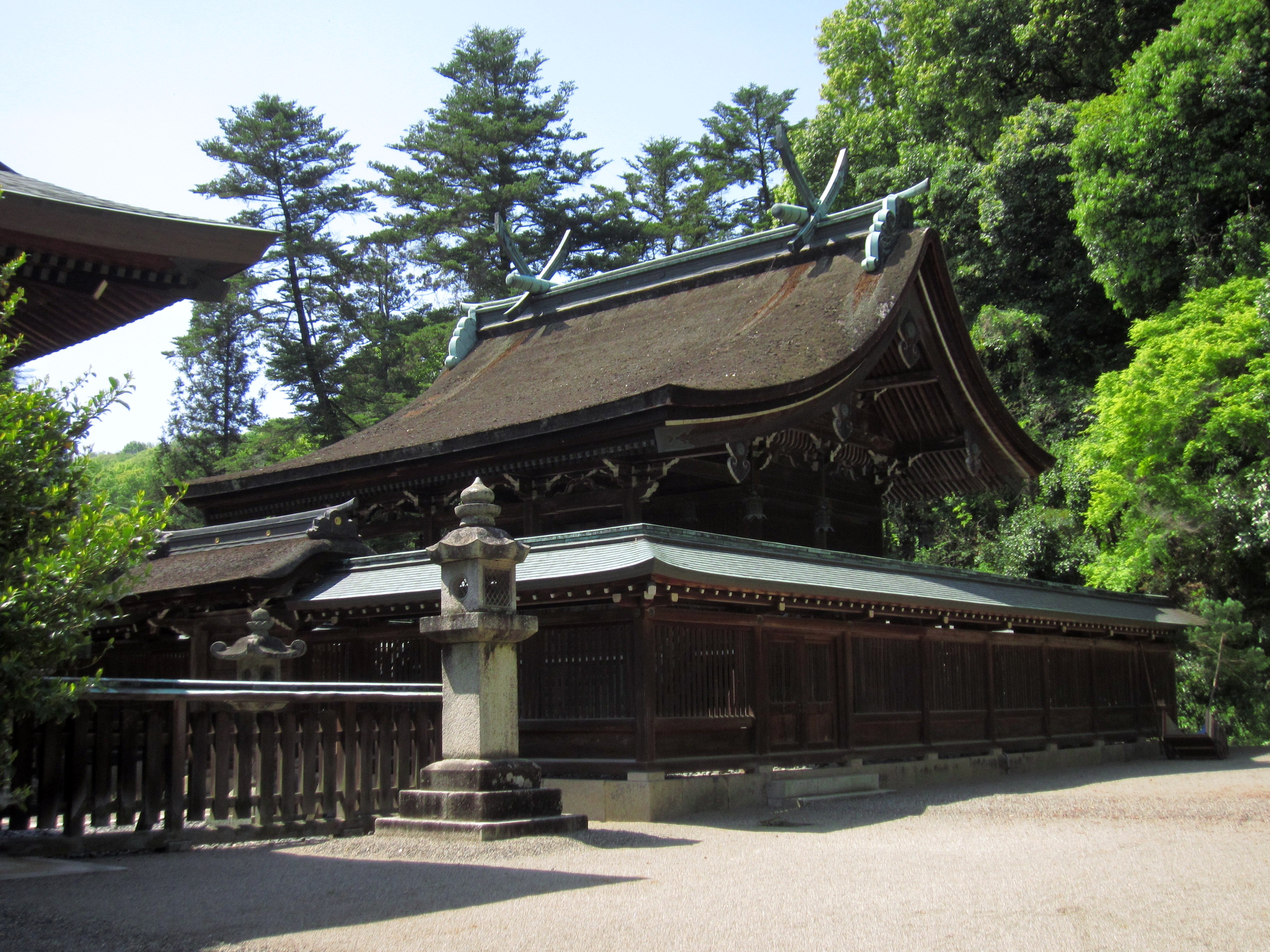
本殿（岡山県指定文化財）
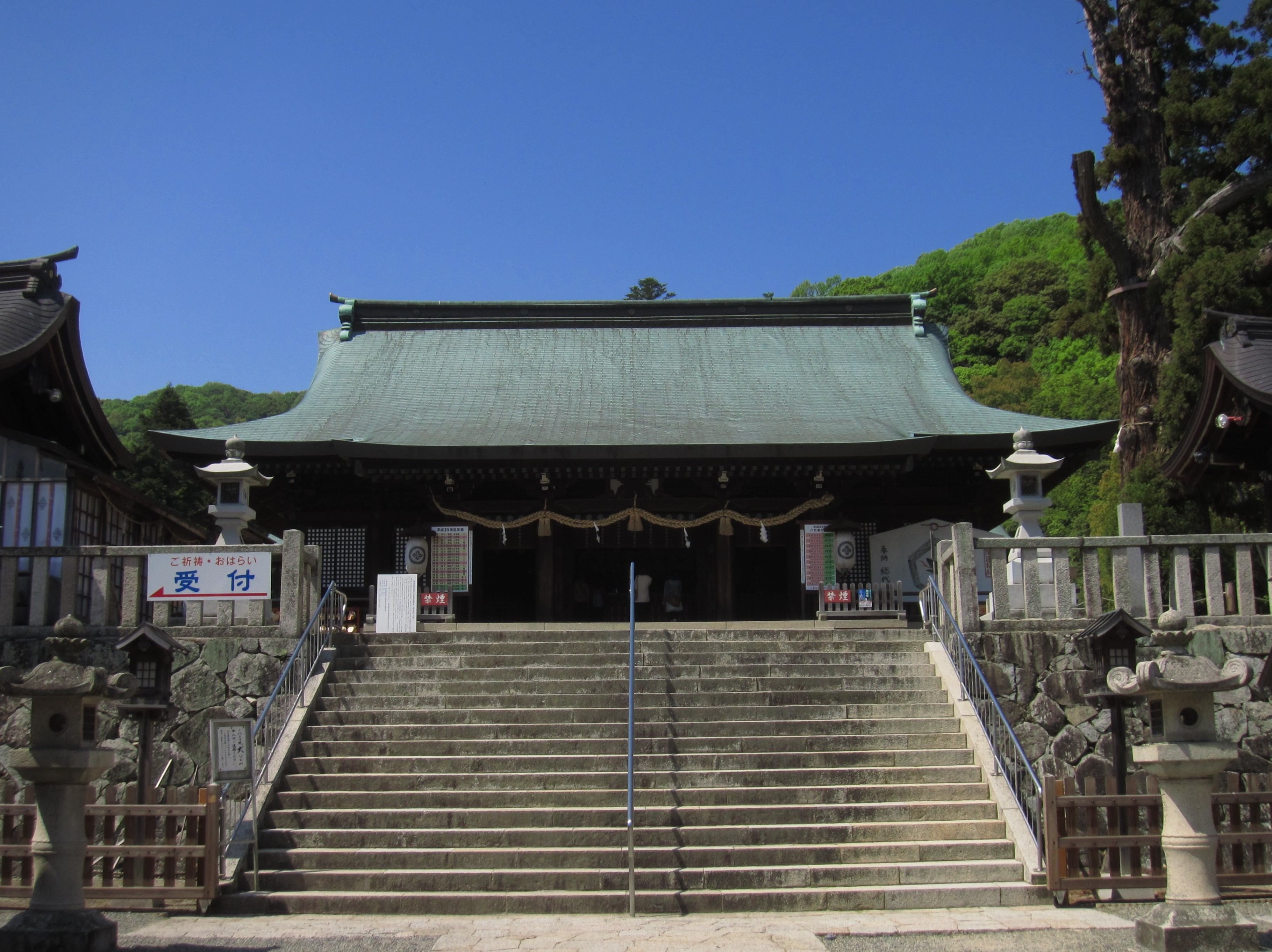
拝殿（岡山市指定文化財）
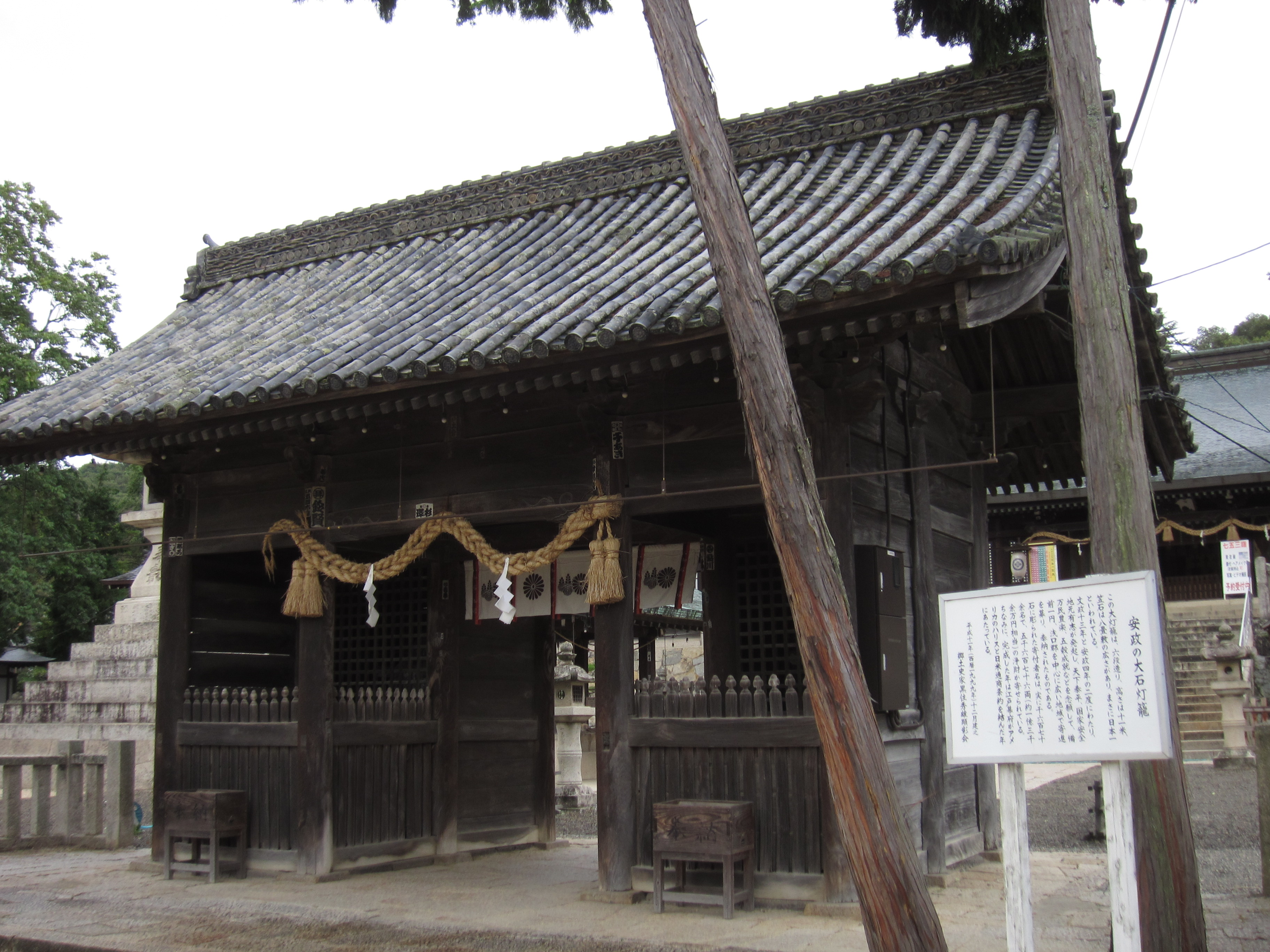
随身門（岡山市指定文化財）
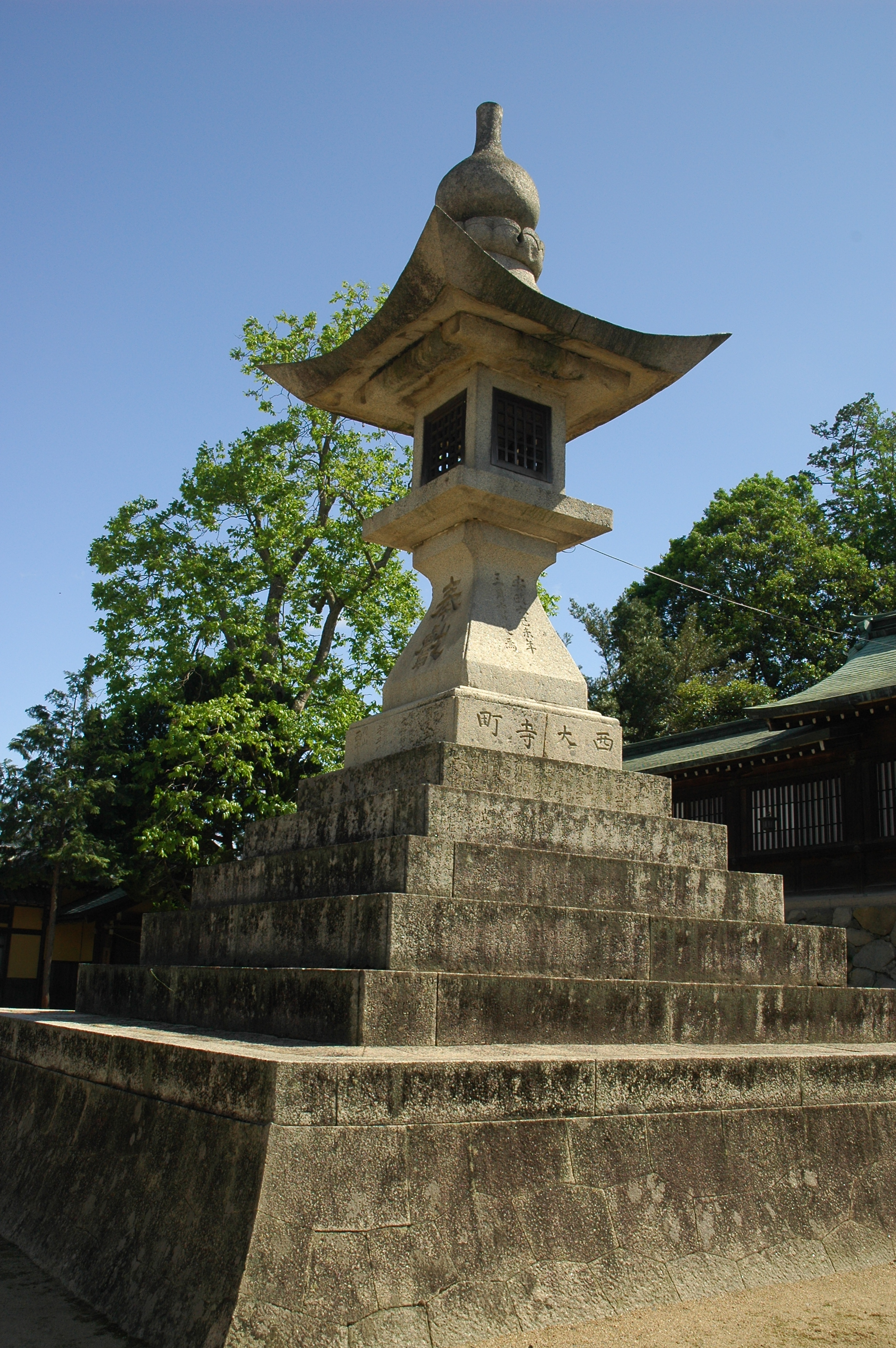
石造大燈籠（岡山市指定文化財）
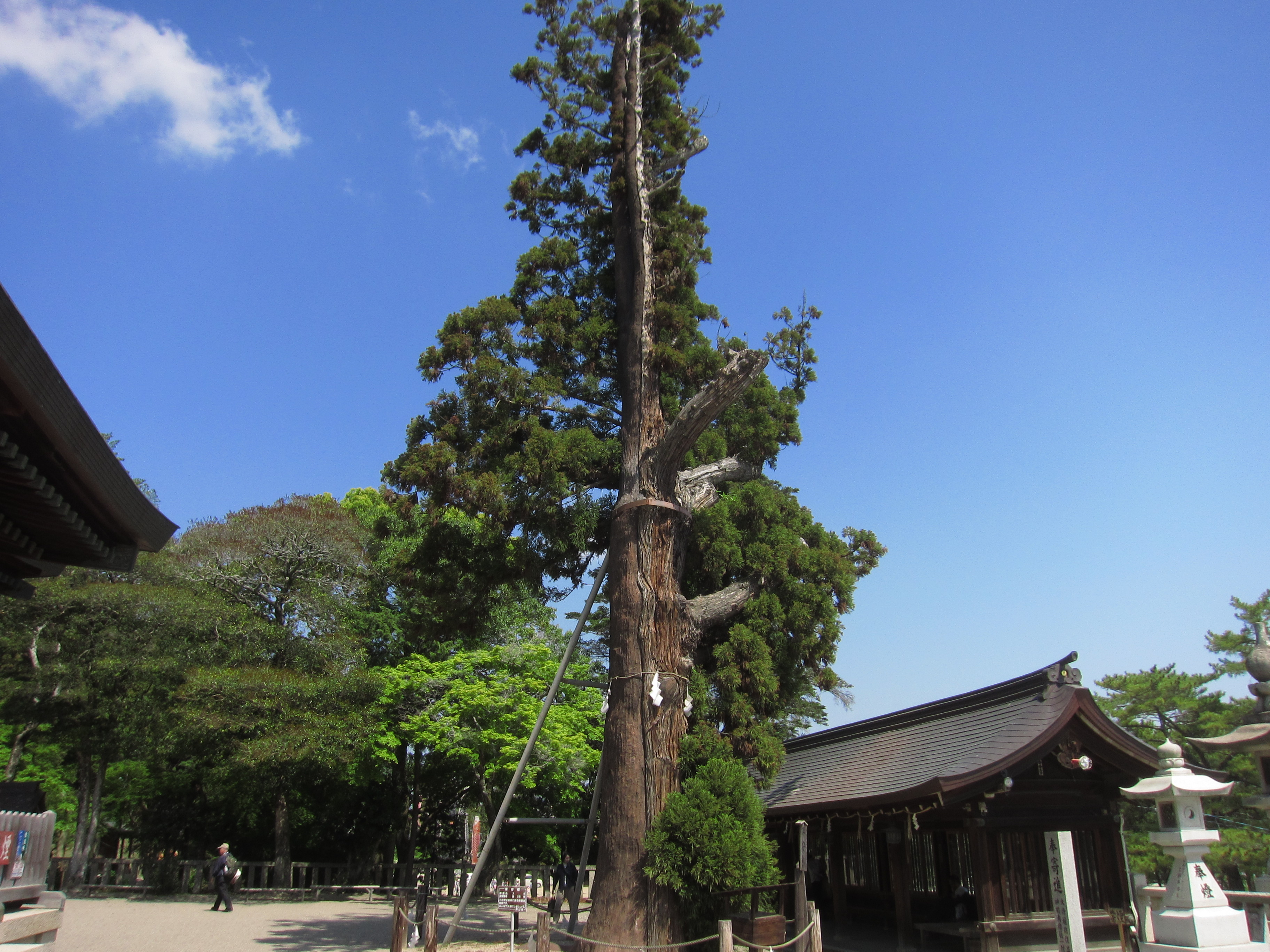
平安杉
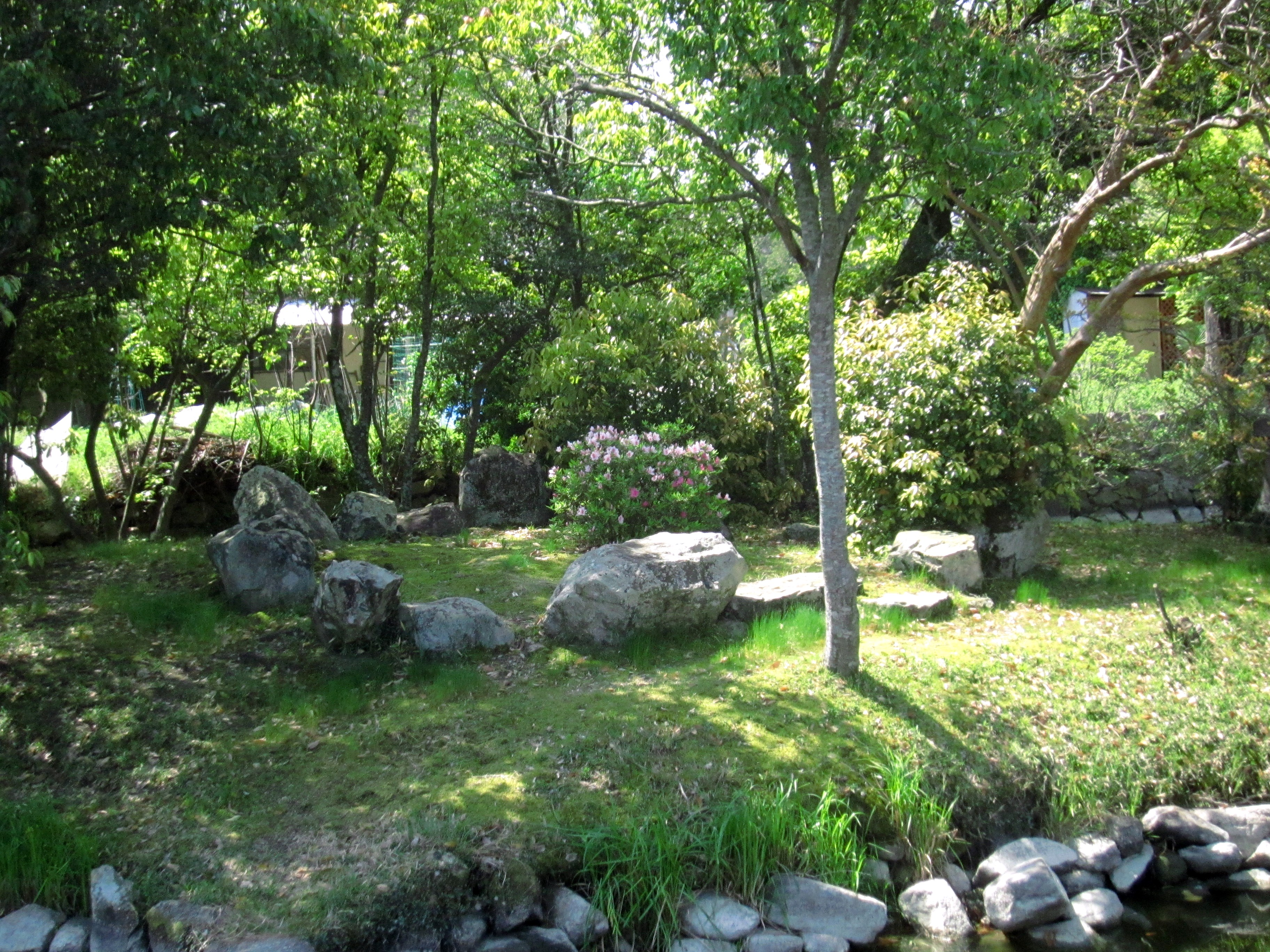
環状列石
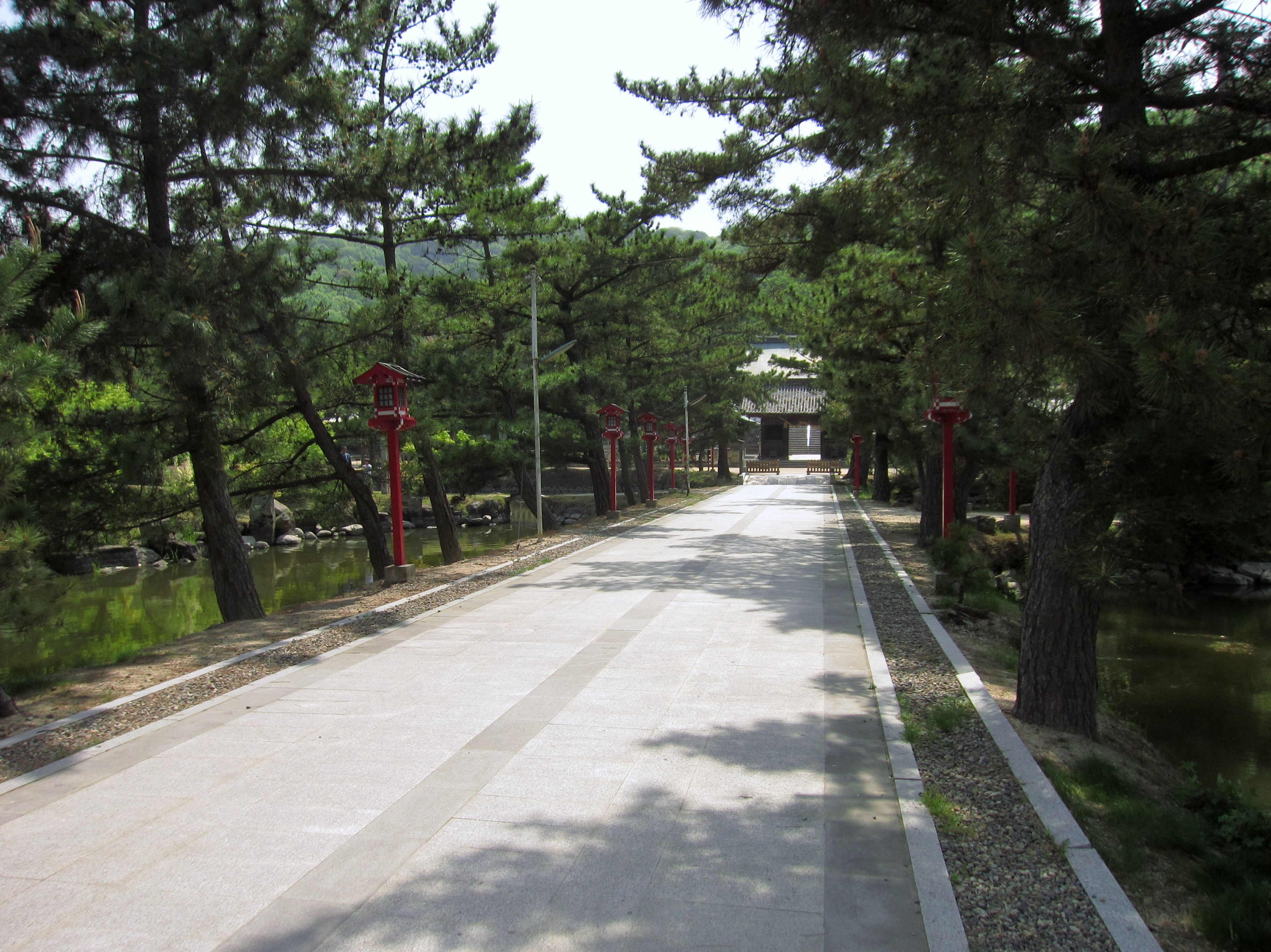
参道

### 吉備の中山

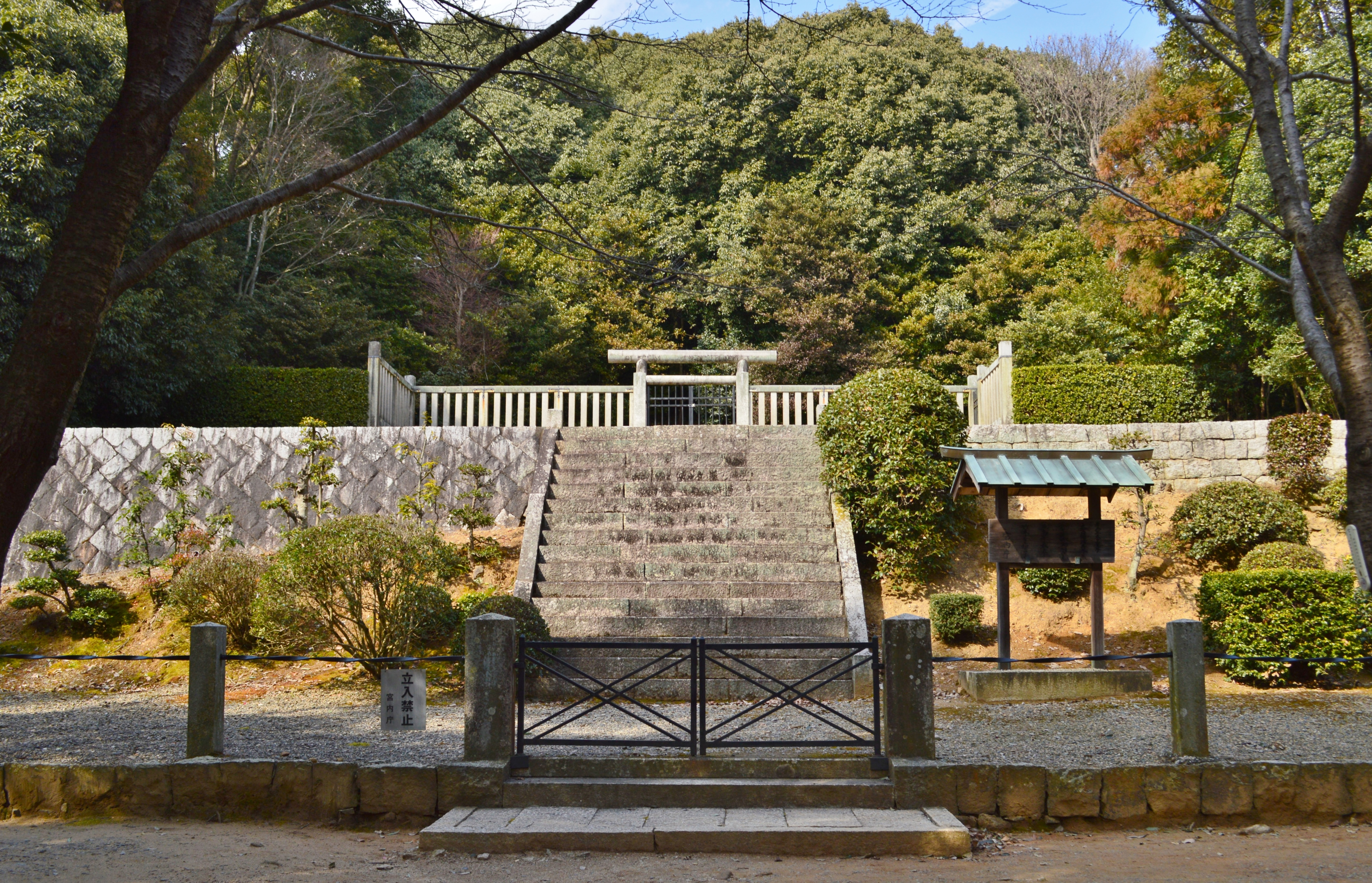
中山茶臼山古墳大吉備津彦命の宮内庁治定墓。

境内後方に立つ吉備の中山には多くの古墳や古代祭祀遺跡が残り、古くより神体山としての信仰がなされていたと考えられている。最高峰の北峰・竜王山（標高175m）山頂には吉備津彦神社の元宮磐座や摂末社の龍神社が鎮座し、中央の茶臼山（160m）山頂には大吉備津彦命の墓とされる古墳が残っている。
- 元宮磐座 - 古代に祭祀が行われていたとされる。
- 奥宮磐座 - 「八畳岩」ほかの磐座が残る。岩周辺の土中からは、多くの土師器の破片が発掘された。
- 環状神籬
- 中山茶臼山古墳 - 墳丘長120mの前方後円墳。宮内庁により「大吉備津彦命墓」として治定。
- 尾上車山古墳
- 石舟古墳
- 藤原成親遺跡
- 吉備考古館

## 摂末社

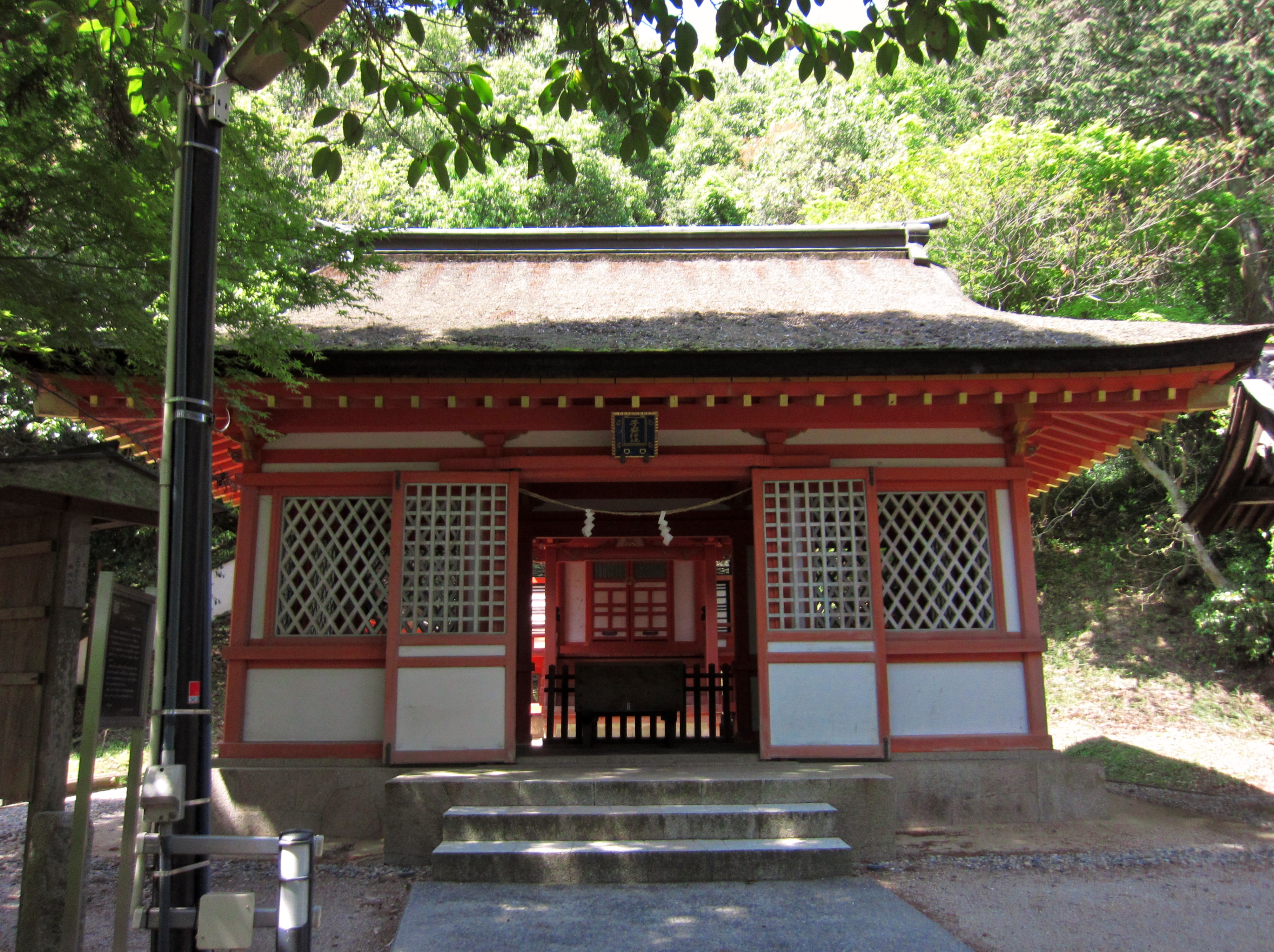
子安神社
（岡山市指定文化財）

### 摂社
- 子安神社[5][6]
  - 祭神：伊邪那岐命・伊邪那美命・木花佐久夜姫命・玉依姫命
  - 例祭：3月7日

岡山藩主池田氏の崇敬が篤かったことから摂社になったとされる。社殿は岡山市指定文化財に指定されている。

### 末社

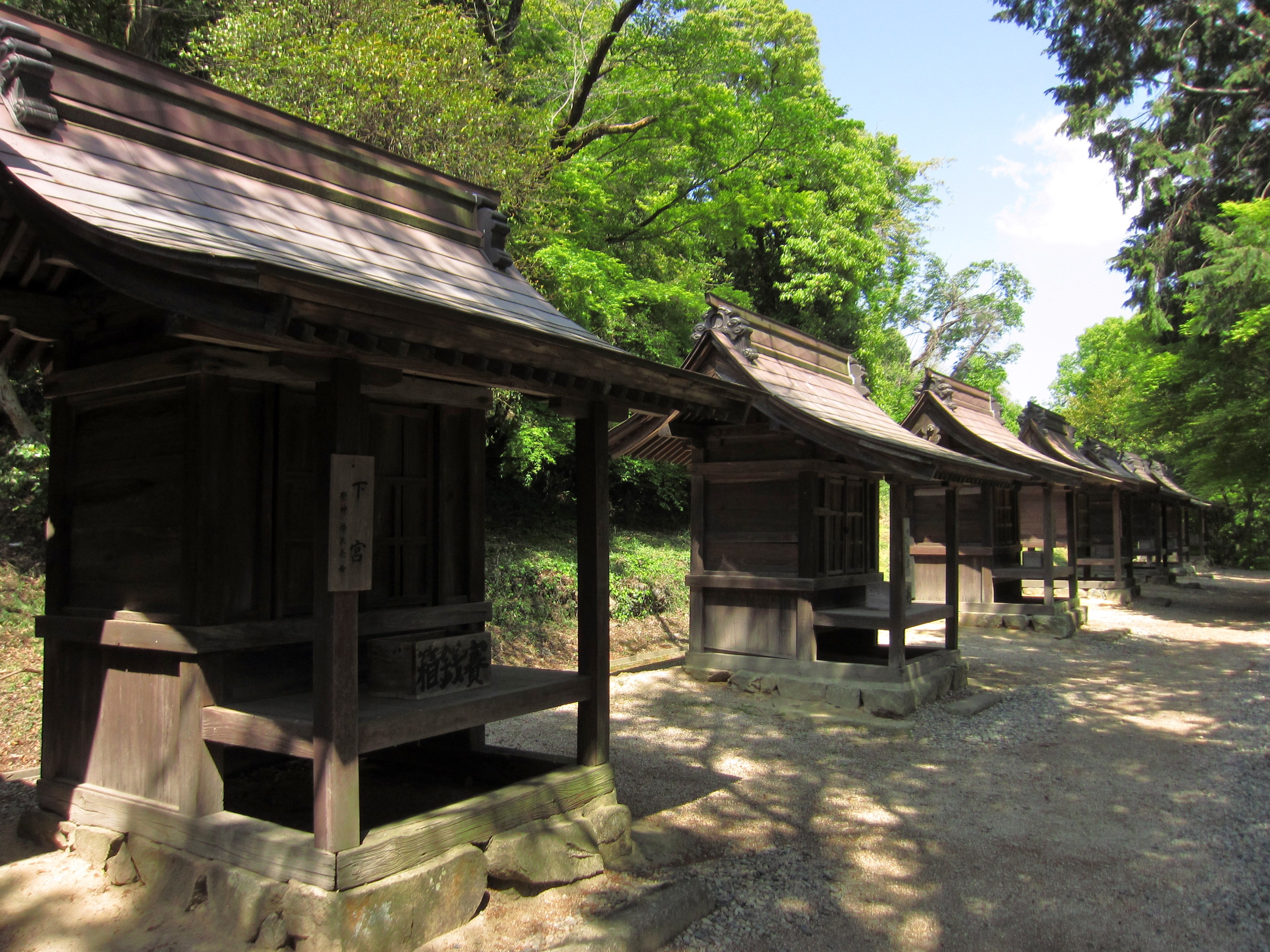
境内北の末社群

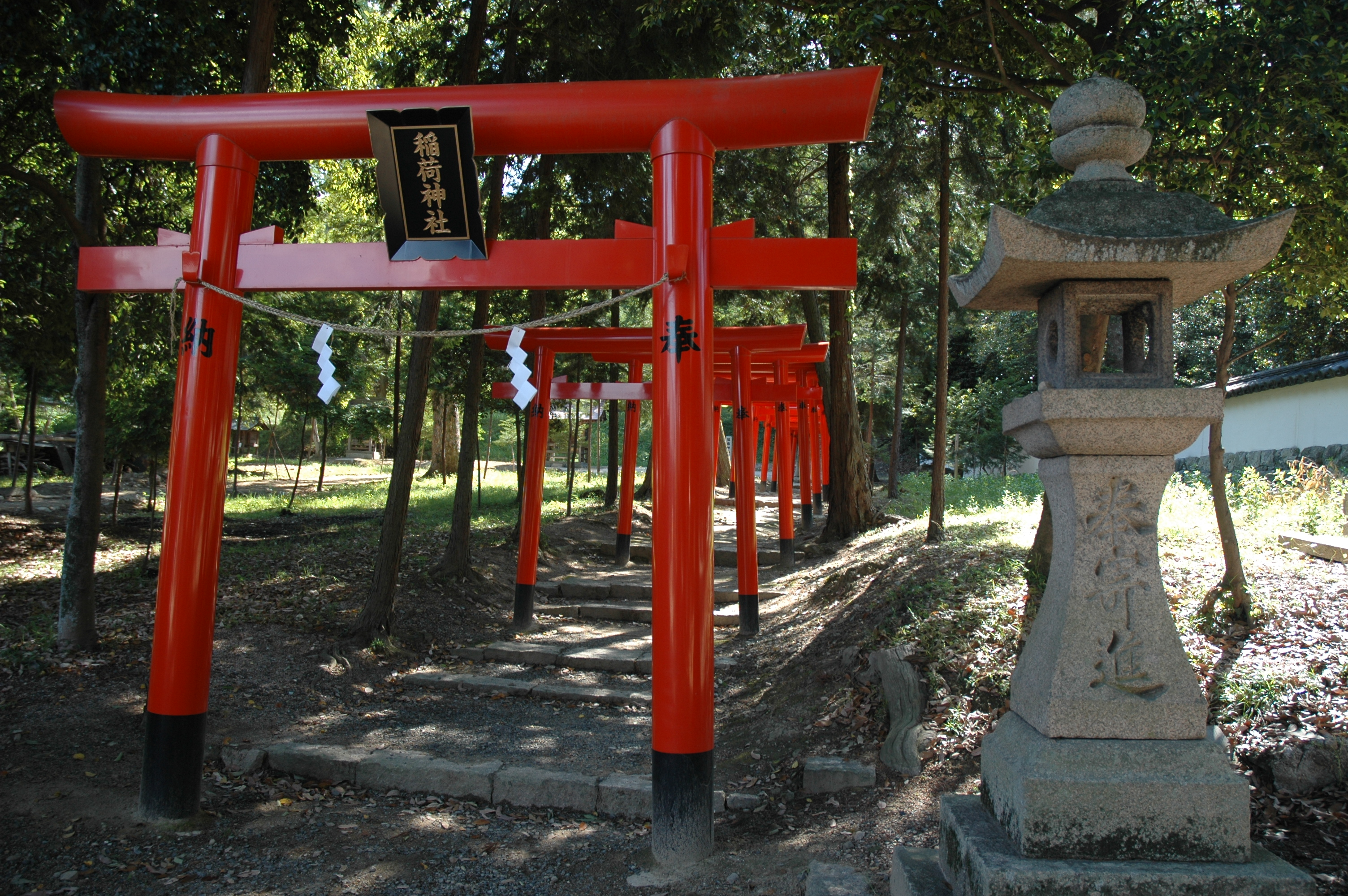
稲荷神社

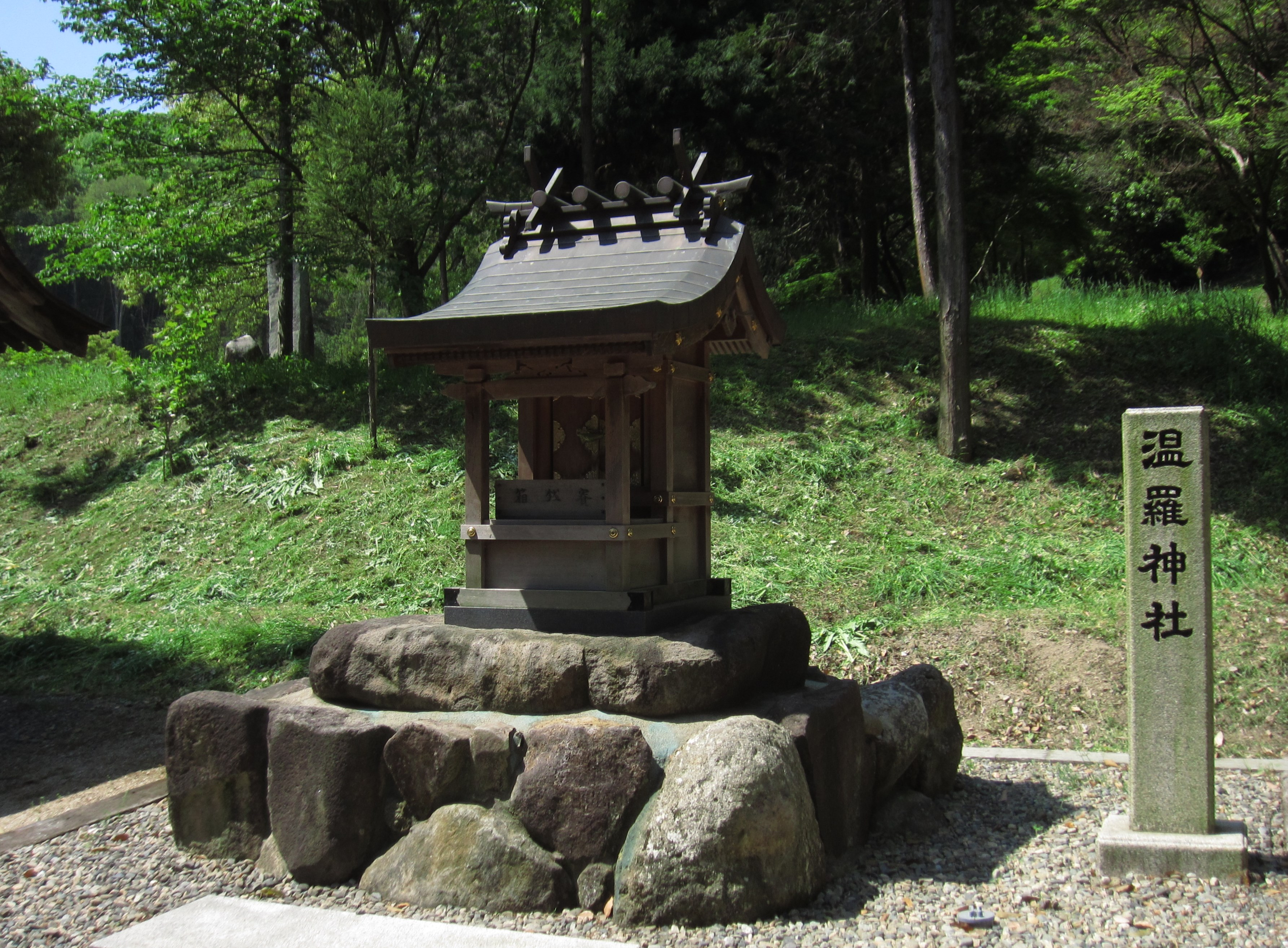
温羅神社

楽御崎神社2社・尺御崎神社2社は本殿の周囲四隅に鎮座する。祀られる4神は大吉備津彦命の平定に従ったと伝えられる。
- 楽御崎神社（らくおんざきじんじゃ）
  - 祭神：楽々森彦命（ささもりひこ）
  - 例祭：4月19日。本殿向かって右手前に鎮座。
- 楽御崎神社
  - 祭神：楽々与理彦命（ささよりひこ）
  - 例祭：4月19日。本殿向かって左手前に鎮座。
- 尺御崎神社（しゃくおんざきじんじゃ）
  - 祭神：夜目山主命（やめやまぬし）
  - 例祭：4月19日。本殿向かって右奥に鎮座。
- 尺御崎神社
  - 祭神：夜目麿命（やめまろ）
  - 例祭：4月19日。本殿向かって左奥に鎮座。
- 岩山神社
  - 祭神：建日方別命（中山主神とも） - 伊邪那岐命・伊邪那美命の子（国産みでの吉備児島）。
  - 例祭：9月24日。本殿向かって左手の石祠に祀られている。
- 下宮（しものみやじんじゃ） - 祭神：倭比売命。例祭：4月10日。
- 伊勢宮 - 祭神：天照大神。例祭：10月17日。
- 幸神社（こうじんじゃ） - 祭神：猿田彦命。例祭：4月9日。
- 鯉喰神社（こいくいじんじゃ） - 祭神：楽々森彦荒魂。例祭：9月24日。
- 矢喰神社（やぐいじんじゃ） - 祭神：吉備津彦命御矢。例祭：9月24日。
- 坂樹神社（さかきじんじゃ） - 祭神：句々廼馳神。例祭：3月21日。
- 祓神社（はらいじんじゃ） - 祭神：祓戸神。例祭：10月22日。
- 天満宮 - 祭神：菅原神。例祭：9月25日。菅原道真は配流途中に吉備津彦神社に立ち寄ったと伝える。
- 稲荷神社 - 祭神：倉稲魂命、素盞嗚尊、伊弉諾命。例祭：3月11日。
- 卜方神社（うらかたじんじゃ） - 例祭：5月25日。
- 温羅神社（うらじんじゃ） - 祭神：温羅属鬼之和魂（大吉備津彦命に討たれた鬼・温羅の和魂）。
- 祖霊社
- 牛馬神社 - 祭神：保食神。例祭：8月24日。
- 十柱神社（とはしらじんじゃ） - 祭神：吉備海部直祖など10柱[7]。例祭：9月24日。
- 亀島神社 - 祭神：市寸島比売命。例祭：6月17日。
- 靏島（鶴島）神社 - 祭神：住吉神（住吉三神と神功皇后）。例祭：6月30日。
- 龍神社（八大竜王） - 祭神：龍王神。

## 主な祭事

### 年間祭事
- 毎月
  - 本社・子安神社月次祭 （1日）
  - 稲荷神社月次祭 （11日）
- 1月
  - 歳旦祭 （1月1日）
  - 元始祭  （1月3日）
  - とんど祭り （1月中旬）
- 2月
  - 節分祭 （2月3日）
  - 紀元節祭 （2月11日）
  - 祈年祭 （2月17日）
- 3月
  - 子安神社祭 （3月7日）
  - 稲荷神社祭 （3月11日）
  - 御忌日祭 （3月19日） - 祭神の大吉備津彦命の命日。
  - 祖霊祭 （春分の日） - 旧社家の祖霊祭。
  - 坂樹神社祭 （3月21日）
- 4月
  - 幸神社祭 （4月9日）
  - 外宮祭 （4月10日）
  - 春祭 （4月19日）
  - 楽御崎・尺御崎神社祭（4月19日）
  - 昭和の日 （4月29日） - 天皇家の安泰を祈る。
- 5月
  - 子安神社大祭 （5月5日）
  - 磐座祭 （5月第2日曜日）
  - 卜方神社祭 （5月25日）
- 6月
  - 亀島神社祭 （6月17日）
  - 日の出祭 （夏至の日）
  - 鶴島神社祭 （6月30日）
- 7月
  - 七夕まつり （7月7日）
- 8月
  - 御田植祭 （8月2日・3日）
  - 牛馬神社祭 （8月24日）
- 9月
  - 祖霊祭 （秋分の日）
  - 鯉喰・矢喰・岩山・十柱神社祭 （9月24日）
- 10月
  - 神迎神事 （10月1日） - 吉備の中山に登って元宮磐座にて全国の神を迎え、渡殿に奉祭する。
  - 神嘗祭 （10月17日）
  - 秋季例大祭、本殿祭・流鏑馬神事 （10月第3土曜日・翌日曜日）
  - 祓神社祭 （10月22日）
  - 神送神事 （10月31日） - 10月1日に迎えた全国の神を送る。
- 11月
  - 明治節祭 （11月3日）
  - 七五三祭 （11月15日）
  - 新嘗祭 （11月23日）
- 12月
  - 天長祭 （12月23日）
  - 煤祓い （12月下旬）
  - 除夜祭 （12月31日）

### 御田植祭
御田植祭は、毎年8月2日及び3日に行われる神事および、それに伴う祭事。
古くは平安時代より執り行われてきたとされる「五穀豊穣」を祈願する神事で、岡山県の無形民俗文化財に指定されている。
なお、この祭りが執り行われている間（特に2日の夜）は国道180号に接続している参道（岡山県道61号妹尾御津線）および岡山県道243号一宮備前一宮停車場線が自転車を除いて全面車両通行禁止となり、周辺の幾つかの道路も一方通行の規制がかかる。

#### 御田植祭の流れ
- 2日 
  - 神事
    - 厄神祭（芽の輪くぐり） - 午後6時から開始。境内随神門に設えられた「芽の輪」という大きな輪をくぐる神事。この輪をくぐった者は諸災罪穢を祓われると言われる。
    - 本殿祭 - 午後9時から開始。本殿にて五穀豊穣を願う祝詞が上げられ、地元の小学生による舞（田舞）が奉納される。
    - 御斗代祭 - 本殿祭終了後、午後10時頃から開始。氏子が行列となり、宮前にある池（神池）の2つの島にあるそれぞれの斎場（お棚）で御斗代（稲苗もしくはそれに見立てた玉串）を立てる。

  - 夏祭り（神事に並行して開催）
    - 縁日 - 厄神祭とほぼ同時に開店。様々な屋台が立ち並ぶ。
    - 踊り - 午後8時ごろから開始。境内に設えられた櫓を中心にして輪となり、地元の音頭である「備前一宮音頭」「備前一宮桃太郎音頭」などを踊る。参加者は地区の婦人会や子ども会が中心。
    - 花火大会 - 打ち上げ花火。規模としては平均300発程度。午後8時から。
- 3日 
  - 本殿祭 - 午前10時から。内容は2日と同じ。
  - 御旗献納祭 - 午後4時ごろから。氏子が行列となり、御旗を運ぶ。途中、正面鳥居から門へと至る表参道で御旗に付けられた装飾物を奪い合う習慣となっており、奪った装飾物を田に立てたり家に持ち帰って飾ったりすると、豊作や福を得られるとされる。

## 文化財

### 重要文化財（国指定）
- 太刀 銘（菊紋）井上真改 延宝五年八月日（附 糸巻太刀拵）（工芸品）
延宝6年（1678年）に岡山藩主の池田綱政から奉納されたもの。岡山県立博物館に寄託。1912年（明治45年）2月8日指定[8]。

### 岡山県指定文化財
- 重要文化財（有形文化財）
  - 吉備津彦神社 本殿（建造物） - 江戸時代、元禄10年（1697年）の造営。1968年（昭和43年）4月19日指定[3]。
  - 吉備津彦神社 渡殿・釣殿・祭文殿・軒廊・拝殿・神饌所 6棟（附 設計図23枚）（建造物） - 2025年（令和7年）3月18日指定[9]。
  - 紙本淡彩神事絵巻（書跡・典籍） -  室町時代、文明年間（1469年 - 1486年）の作とされる、御田植祭の様子を記した絵巻。岡山県立博物館に寄託。1959年（昭和34年）3月27日指定[10]。
- 無形民俗文化財
  - 吉備津彦神社の御田植祭 - 1964年（昭和39年）1月16日指定[11]。

### 岡山市指定文化財
- 重要文化財（有形文化財）[12]
  - 子安神社社殿（建造物） - 1974年（昭和49年）4月11日指定。
  - 随神門・同中門（建造物） -  1998年（平成10年）4月15日指定。
  - 石造大燈籠（歴史資料） - 2004年（平成16年）2月24日指定。
- 無形民俗文化財[12]
  - 吉備津彦神社流鏑馬神事 - 1972年（昭和47年）3月24日指定。
- 天然記念物
  - 吉備津彦神社のアラカシ - 2018年（平成30年）12月25日指定

## 現地情報
所在地
- 岡山県岡山市北区一宮1043

交通アクセス
- 鉄道
  - 西日本旅客鉄道（JR西日本）吉備線 備前一宮駅　（徒歩3分）
- バス
  - 中鉄バス及び備北バス（国道180号線回り「大井・足守・総社」方面）で、「小松橋」バス停下車 （下車後徒歩5分）
- 一般道
  - 国道180号線、吉備津彦神社前交差点で、南西方面に折れて（岡山方面からは左折、総社方面からは右折）岡山県道61号妹尾御津線を直進。
- 高速道路
  - 山陽自動車道 吉備スマートICから、岡山市道辛川市場佐山線(高速北側の側道)を西行し、辛川市場交差点(感知式信号)にて岡山県道61号妹尾御津線を総社方面へ南下。約3km (ETC専用)
  - 山陽自動車道 岡山ICから、国道53号を岡山市街方面へ南下し津島京町交差点を右折、万成東町交差点を右折し180号を総社方面へ6.5km
  - 岡山自動車道 岡山総社ICから、国道180号を岡山市街方面へ約8km
  - 駐車場約100台

周辺
- 吉備津神社 - 備中国一宮。
- 造山古墳 - 全国第4位の大きさの前方後円墳。